# 高林家住宅
高林家住宅（たかばやしけじゅうたく）は、大阪府堺市北区に所在する歴史的建築物。主屋等が国の重要文化財指定を受けている。

## 概要
高林家は和泉国にあった徳川御三卿の一つ清水家の領家33村の内11村を占める大庄屋で、苗字帯刀を許される名家だった。当宅は御廟山古墳の南側にあり、白漆喰の土塀に囲まれ、表門を入ると主屋、座敷へ通じる式台玄関がある。

## 文化財
主屋等4棟および土地が重要文化財に指定されている。
- 主屋 - 切妻造段違、茅葺。東端及び西端入母屋造、南面土庇、北面庇付、本瓦葺。玄関及び取合の間は入母屋造、本瓦葺、式台附属[2]。 
桁行30.4 m、梁間11.5m。屋根は大和棟と呼ばれる形式。内部は約半分を土間とし、大きな梁が架かっている。1977年からの保存修理により、建築当初の天正年間 (1573年～1592年) には屋根が入母屋造であったことが判明した。現在の姿となるのは18世紀末ごろ[3][4]。
  - 附 幣串 上棟寛政十一己未歳十一月十日の記がある[2]
- 表門 - 長屋門、入母屋造、本瓦葺。便所及び牛部屋附属[2]。

長屋門で桁行28.1m、梁間7.1ｍ、2階建、切妻造、茅葺き、便所及び牛部屋付属。江戸後期建築。
- 米蔵 土蔵造、2階建、切妻造、南面庇付、西側中蔵附属、本瓦葺[2]
  - 附 柴納屋 土蔵造、切妻造、西面米蔵に接続、本瓦葺[2]
- 西蔵 - 土蔵造、2階建、切妻造、本瓦葺[2]
- 附 土塀2棟 表門北方6.6メートル、表門西方折曲り延長151.2メートル、門2所を含む[2]
- 土地 - 宅地、山林、溜池及び雑種地5981.01平方メートル 地域内の不動堂、稲荷社、土塀を含む[2]

主屋と表門は1969年（昭和44年）6月20日重要文化財に指定。米蔵、西倉および土地は1986年（昭和61年）5月24日に追加指定された。

## 交通アクセス
- 南海高野線中百舌鳥駅より徒歩15分（外部からの見学のみ、敷地内は非公開）